# ريتش كاستر
ريتش كاستر (بالإنجليزية: Rich Caster)‏ هو لاعب كرة قدم أمريكية أمريكي، ولد في 16 أكتوبر 1948 في موبيل في الولايات المتحدة.

## وصلات خارجية
- ريتش كاستر على موقع مرجع كرة القدم المحترفة.كوم (الإنجليزية)